# Clues (Syke)
Clues è una frazione (Ortsteil) della città di Syke, nel land della Bassa Sassonia, in Germania.

## Storia
Già comune autonomo nel circondario della contea di Hoya, fu soppresso e incorporato a Heiligenfelde il 1º gennaio 1967; insieme con Heiligenfelde, fu unito a Syke il 1º marzo 1974.